# Gastrotheca trachyceps
Espèce
Statut de conservation UICN

 EN B1ab(iii) : En danger
Gastrotheca trachyceps est une espèce d'amphibiens de la famille des Hemiphractidae.

## Répartition
Cette espèce est endémique du département de Cauca en Colombie. Elle se rencontre de 2 170 à 2 540 m d'altitude sur le versant pacifique du Cerro Munchique dans la cordillère Occidentale.

## Description
Les mâles mesurent jusqu'à 50,0 mm et les femelles jusqu'à 67,9 mm.

## Publication originale
- Duellman, 1987 : The Taxonomic Status of Populations of Hylid Marsupial Frogs Referred to Gastrotheca argenteovirens (Boettger). Journal of Herpetology, vol. 21, no 1, p. 38-47.